# Menene Gras Balaguer

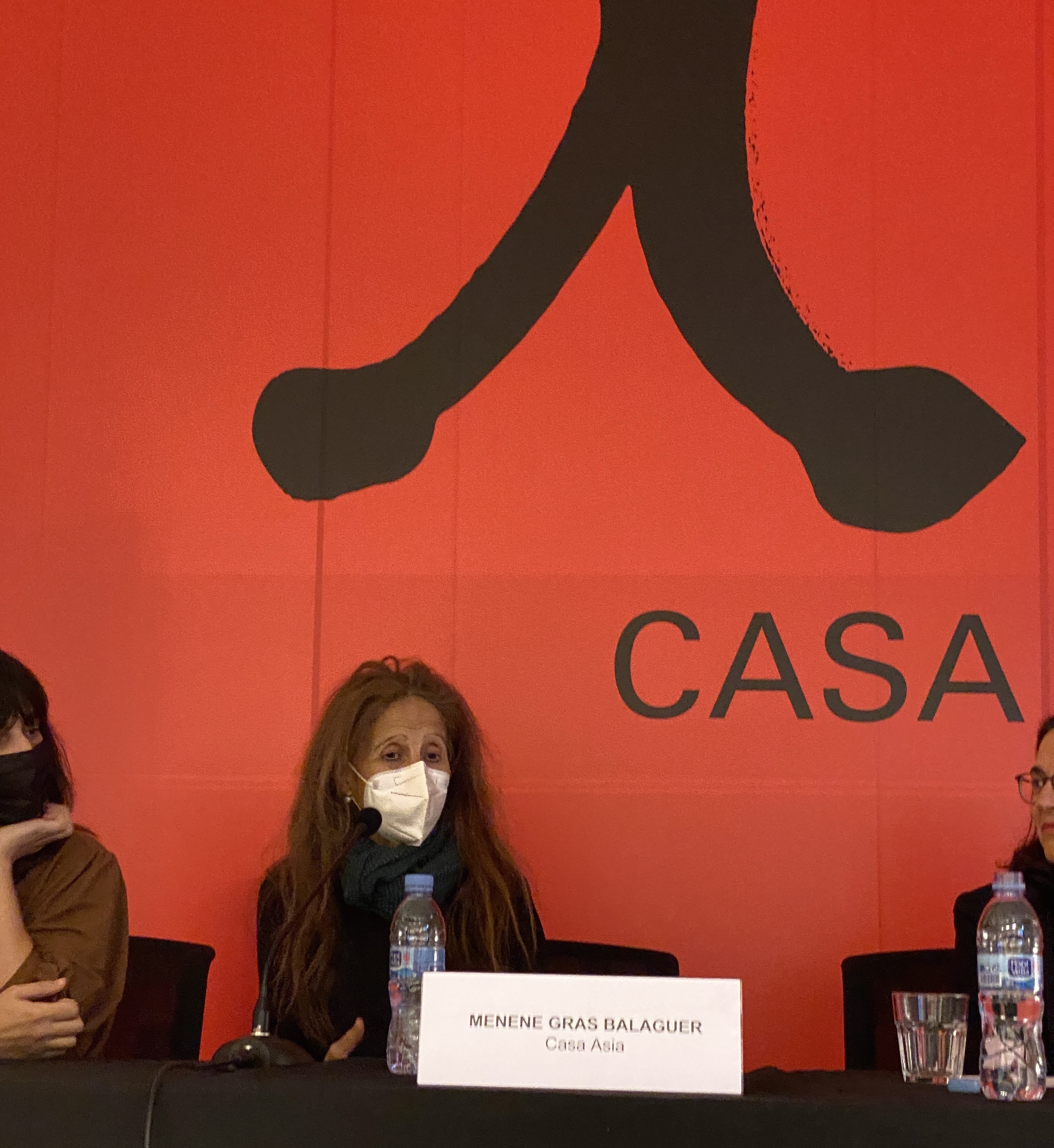
La Noche de los Libros, Casa Asia, Madrid 2022

Menene Gras Balaguer (Barcelona, 12 de juliol de 1957) és una filòsofa i crítica d'art. Doctora en Filosofia i Lletres a la Universitat de Barcelona i directora d'exposicions de Casa Àsia. Ha traduït diverses obres i publicat nombrosos articles en revistes i diaris.
El 2014, organitzada per Casa Àsia, fou comissària de l'exposició Un jardí japonès, topografies de buit d'Esther Pizarro que tractava de connectar amb els valors universals de la cultura japonesa.
És autora, entre altres llibres, dels següents:
- La armonia pasional del Nuevo Mundo (Taurus, 1973)
- Correspondencia del Marqués de Sade (Anagrama, 1975)
- Flaubert, el aprendiz de escritor (Tusquets, 1976)
- Crítica de la Razón y del Estado (Península, 1978)
- Wagner, su vida y sus obras (Barcanova, 1981)
- La Mettrie, obra filosófica (Editora nacional, 1983)
- El Romanticismo como el espíritu de la modernidad, Montesinos editor, Barcelona, 1983
- Montaigne. Del saber morir, 1988[5]
- Indagacion filosofica sobre el origen de nuestras ideas. Acerca de lo sublime y de lo bello
- Suma de lluvias (1989)[6]